# Kabos László (színművész, 1923–2004)

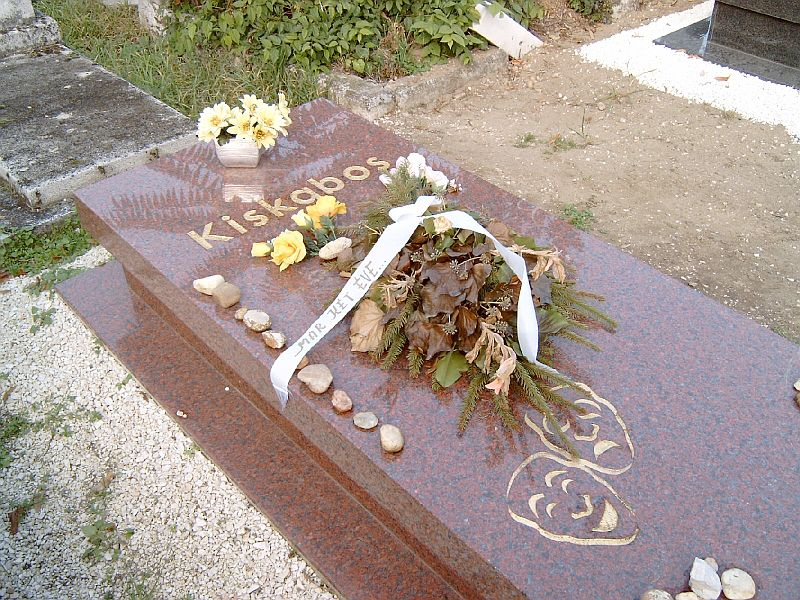
Sírja Budapesten. Kozma utcai izraelita temető: 5B-9-12.

Kabos László (született: Krausz) (Sárvár, 1923. szeptember 28. – Budapest, 2004. szeptember 26.) Jászai Mari-díjas magyar színész, komikus, érdemes művész. 1971-től együtt élt Urbán Erika színésznővel.

## Életpályája

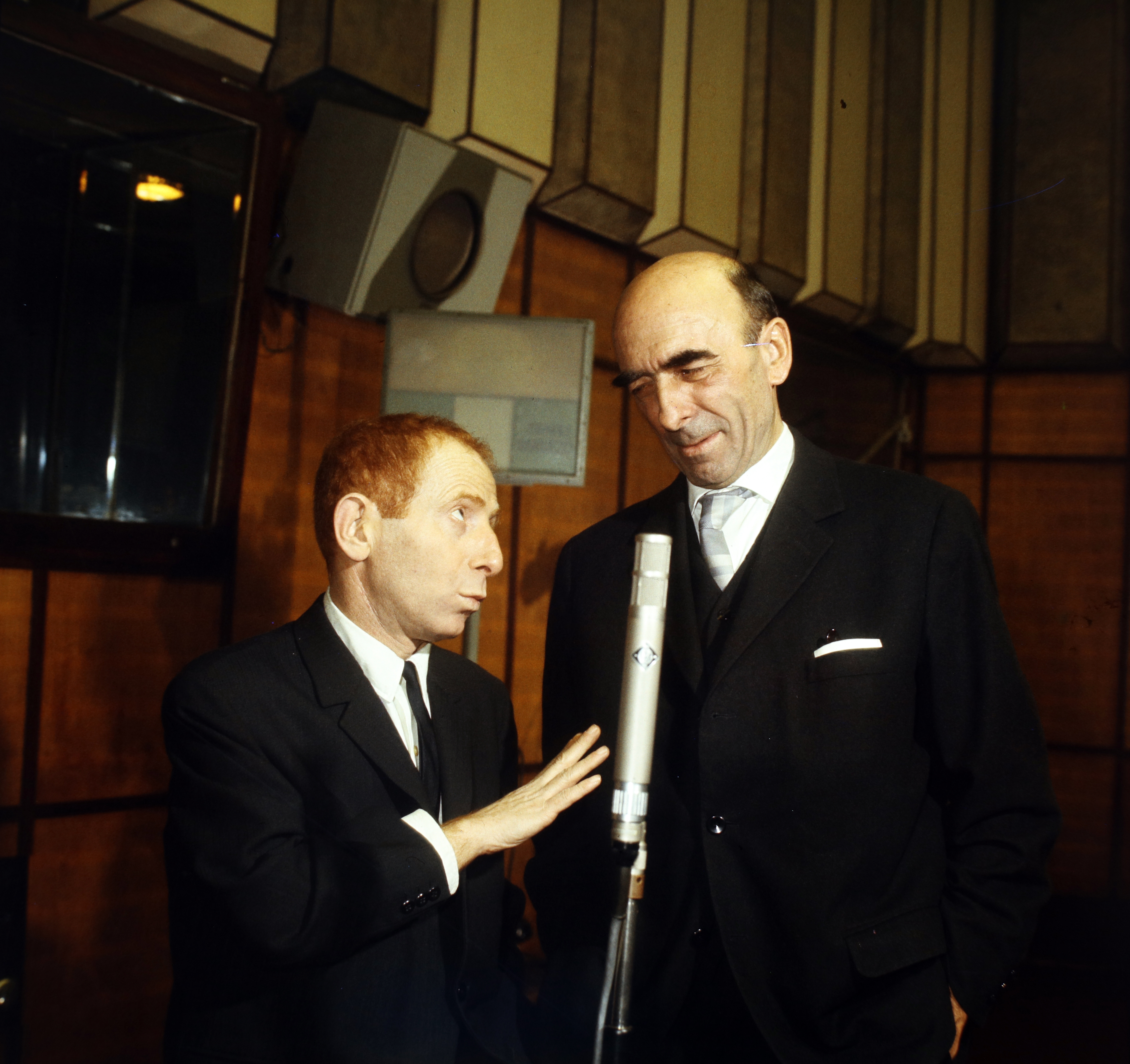
1967-ben a Magyar Rádió stúdiójában Kabos László és Major Tamás színművészek a "Tarka-baré" című műsorban.

Elemi és polgári iskolai tanulmányait Sárváron végezte. A „kis Kabos” eredetileg bohóc akart lenni, majd kertésznek tanult, mert a második világháború alatt az a hír járta, hogy a mezőgazdasági munkás zsidó lakosokat nem deportálják. 1943-ban munkaszolgálatra hívták be Kőszegre, majd deportálták Mauthausenbe. Gyalog indultak útnak, mezítláb, facipőben, az Inn folyó partján, majd a Eisenerzi-Alpokban meneteltek. Amikor a lágert felszabadították az amerikaiak, 31 kilóra soványodott le, s flekktífuszt kapott. Hazakerülve azt tapasztalta, hogy a sárvári Vasút utcai lakásukat másoknak utalták ki minden ingóságaikkal együtt.
1948-ban szerezte meg diplomáját a Kertészeti Főiskolán. Ezután Bálint Lajosnál – a Nemzeti Színház rendezőjénél – tanult, aki ingyen foglalkozott vele. Verebes Károly is betanított neki néhány számot. Bálint Lajos a Koós művésznevet javasolta a Krausz helyett, de mivel Koós Olga már a Pódium társulatában játszott, így oldalági rokona, Kabos Gyula tiszteletére a Kabos nevet vette fel.
Parodistaként a Pódium Kabarészínpadán lépett fel először 1946-ban, ahová egy Nóti Károly-villámtréfával került be. Később a Vígszínházban és a Kamara Varietében játszott. 1951 és 2000 között a Vidám Színpad, majd az ugyanazon a helyen és néven megnyíló színház tagja volt. 1957-ig többnyire tréfákban és jelenetekben lépett fel. 1957-ben őt választották az akkor indult lottójáték reklámarcának. Mint Lottó Ottó jelentkezett a "Megvette már az e hetit?" jelmondattal hétről hétre, egy jelenetért ekkor 150 forintot kapott. 1957-ben a Vidám Színpad kamaraszínházában aratta első nagy sikerét Molnár Ferenc Doktor úrjában Puzsér szerepében. Az első szériát 900-szor játszotta el, majd felújítva Kazal László rendezésében még 300-szor lépett fel ebben a szerepben, összesen 1200 alkalommal.
Kállai István a nagy sikerű Majd a papa! című darabjának főszerepét Kabosra írta, de a Veréb is madár című film is a művész helyzetbe hozása érdekében készült. Pályája vége felé a Mikroszkóp Színpadon lépett fel. Főleg kabaréjelenetekben és magánszámokban nyújtott emlékezetes alakításokat, de nagyobb színházi szerepekben és filmekben is szerepelt. A Rádiókabaré egyik állandó szereplője volt.  A magát (jellegzetes vörös hajával együtt) öntudatosan vállaló, de másokkal sohasem agresszív kisember figuráját neki köszönhetjük.[forrás?]
Filmes karrierje az 1949-es Janikával indult. Legemlékezetesebb filmes alakítását két Hintsch György-vígjátékban, az 1968-as A veréb is madárban és az 1973-as Hét tonna dollárban nyújtotta.
1958-ban a Fővárosi Bíróság ittas vezetés miatt kétezer forint pénzbüntetésre ítélte és szigorú figyelmeztetésben részesítette. 1959. május 6-án a színész Simca-Aronde kocsijával a Dohány utca és Hársfa utca sarkán a rendőr tilos jelzése ellenére belerohant az egyik vállalat Moszkvics személyautójába, amelynek egyik utasa súlyosan megsérült, utána a járdán elütött egy gyalogost, aki szintén megsérült, és kidöntött egy KRESZ-táblát, úgy tért vissza az úttestre. Kabos ittas volt, jogosítványát a helyszínen bevonták, később előzetes letartóztatásba helyezték. Börtönbe is került több mint fél évre, ugyanis az ismert sztár botlása kapcsán a rendszer példát akart statuálni: aki vét a törvények ellen és híres ember, arra talán a kelleténél is szigorúbban lecsap a törvény keze. „A vörös Kabos ittasan halálra gázolt egy nőt” – jelent meg egyes lapok szalagcímeiben. „Az igazság azonban az volt, hogy a Révay utca és a Dalszínház utca sarkán koccant egy nővel, akinek a homloka felhorzsolódott, mert beverte a visszapillantó tükörbe. Jó, hogy megőrizte a képeket. Ezeken látni, hogy picit benyomódott az eleje, a másik kocsi ütése nyomán, ám akkor senki nem tudhatta, hogy a hölgy vezető az akkori főügyész kártyapartnerének a szeretője volt. Természetesen meg kellett torolni az esetet. Laci 14 hónap börtönbüntetést kapott, ebből majdnem a felét le is ülte” – írta Urbán Erika az esetről könyvében.
1972 és 1980 között havonta 32 alkalommal lépett fel, gyakran egy napon kétszer is, emellett rádiós és televíziós szerepléseket is vállalt, valamint a szilveszteri műsorokban és vidéken is játszott.
1979-es ausztráliai turnéjáról egy videómagnóval tért haza, a kazetták között Frank Sinatra One Man Show című zenés-táncos műsorával. Feleségével úgy döntöttek, hogy ennek mintájára készítenek egy magyar műsort. A Vidám Színpadon mutatták be Kabos Show címmel 1984. december 6-án, a szerző Kállai István, a zeneszerzők Szenes Iván és Blum József voltak, utóbbi hangszerelőként is közreműködött. Kabos hófehér frakkban és cilinderben lépett színpadra a revüshow-ban, melyben egy húszperces rögtönzésblokk mellett dalokat és táncokat adtak elő, és díszvendég is fellépett Aradszky László személyében. A nyitószám Charles Kálmán, Kálmán Imre Amerikában élő fiának a szerzeménye volt. A show hanganyagát hanglemezen is kiadták, 1984 szilveszterére százezer példánynál is többet adtak el belőle. Szenes Iván és Bodrogi Gyula nyújtották át Kabosnak az aranylemezt. Országos turnéra indult, esténként 70 forint volt a gázsija. Az Egy férfi, aki nem akar című vígjátékban is fellépett.
1988-ban nagy sikert aratott Görgey Gábor Szexbogyó (eredeti címén Vágytabletta) című bohózatában is, melyet Pethes György rendezett. 1992-ben vonult nyugdíjba, havi 17 ezer forinttal.
Hetvenedik születésnapján Vogel Eric és Bodrogi Gyula köszöntötték, ekkor újból a Vidám Színpad művésze volt. Hogy ne kelljen jogdíjat fizetni, aktualitásukat vesztett régi darabokat tűztek műsorra, amit Kabos kifogásolt, de végigcsinált. Az anyagias szemlélet és a számára idegen légkör miatt azonban megvált a Vidám Színpadtól.
Az 1990-es évek végén New Yorkban, New Jersey-ben, majd Kanadában, Hamiltonban és Torontóban lépett fel Urbán Erikával és Kósa Andrással. A –28 Celsius-fokos hideg miatt azonban tüdőgyulladással tért haza. 1999-ben újból Ausztráliában turnézott, majd hazatérve az első Zsidó Kulturális Fesztiválon is játszott. Ezután még felbukkant a Szeszélyes évszakok néhány jelenetében, de gégeproblémái miatt 2000-től már nem vállalt fellépést. 2001-ben kézlenyomatát megörökítették a Csillagok Falán.
75. születésnapján Göncz Árpád a Magyar Köztársaság tisztikeresztje kitüntetést adta át neki, 80. születésnapján a Fészek Klubban Csemer Géza és Abai Pál rendezett műsort számára, amit Kaposy Miklós vezetett. Medgyessy Péter miniszterelnök magánlevélben köszöntötte a művészt.
Életének utolsó éveiben visszavonultan élt feleségével, ám tervezgette a nagy visszatérést. Kállai Istvánnal közösen elkészített egy filmforgatókönyvet a régi közös, nagy sikerű színdarab, a Majd a papa! alapján. Rosszindulatú daganatot találtak a hangszálán, 2004 januárjában a kontrollvizsgálaton jó eredményt ért el, panaszmentesnek minősítették. Május 10-én járt újra kontrollon, ekkor műtétet hajtottak végre rajta. Nyáron felesége ápolta otthonában. Szeptember 22-én este elesett és a János kórház traumatológiájára szállították combcsontsérüléssel. Szeptember 26-án ebéd után lepihent, majd délután fél háromkor elhunyt. Jom kippurkor távozott az élők sorából, s születésnapján, szeptember 28-án a budapesti Kozma utcai izraelita temetőben helyezték végső nyugalomra (5B. parcella, 9. sor 12. sírhely).
Évtizedekig élt a XII. kerületben, az Orbánhegyen.

## Emlékezete
2005 óta utca viseli nevét Sárváron, ahol Sárvár város önkormányzata 2013-ban emléktáblát állított tiszteletére. 2016. szeptember 27-én avatták fel emléktábláját Budapesten a Bálint Ház előtt, a Révay u. 16. falán. A 2019-ben megnyílt Sárvár Arénában működő mozi a Kabos László Filmszínház nevet kapta.

## Filmjei
- Díszmagyar (1949)
- Janika (1949)
- A képzett beteg (1952)
- Állami áruház (1952)
- Költözik a hivatal (1953; szerep: egyik mérnök)
- Csapj az asztalra (1953)
- Böske (1955)
- Tanár úr kérem… (1956; szerep: a sofőr)
- Az eltüsszentett birodalom (1956) (1990-ben mutatták be)
- Dollárpapa (1956; szerep: Kandel Ágost, szabómester)
- Terülj, terülj asztalkám (1956)
- Különös küldemény (1958; szerep: Kelemen)
- Napfény a jégen (1961; szerep: a fiú)
- Férjhez menni tilos (1963; szerep: ifj. Conessy)
- Dunai kirándulás (1964)
- Minden kezdet nehéz (1966)
- Plusz egy fő (1966)
- Nem várok holnapig (1967)
- A veréb is madár (1968; szerep: Holló Zoltán / Holló Sándor)
- Lehet egy kilóval kevesebb? (1971)
- Hét tonna dollár (1973; szerep: Luciano, a bohóc)
- Mindent vállalunk (1982)
- Kutyakomédia (1982; szerep: Bakonyi)
- Az első férfi (1983; szerep; Fekete)
- Kikkel vagyunk körülvéve? (1984)
- A három Pestőr (1984)
- Kölcsönlakás (1984; szerep: Dobos Géza)
- Nyitott ablak (1988)

## Nagylemezei
- Kabos (1985)
- Kabos László Élő műsora 1. (1991)
- Kabos László Élő műsora 2. (1993)

## Díjai, elismerései
- Jászai Mari-díj (1966)
- Érdemes művész (1983)
- A Magyar Köztársasági Érdemrend kiskeresztje (1994)
- A Magyar Köztársasági Érdemrend tisztikeresztje (1998)[9]
- Sárvár díszpolgára (2005) /posztumusz/[10]
- Emberi Hang díj (2016) /posztumusz/[11]